# Tam Minh
Tam Minh (tiếng Trung: 三明市 bính âm: Sānmíng Shì, Hán-Việt: Tam Minh thị) là một địa cấp thị của tỉnh Phúc Kiến, Trung Quốc.

## Hành chính
Tam Minh quản lí trực tiếp 2 quận, 8 huyện và quản lí đại thể 1 thành phố cấp huyện.
- Quận: Tam Nguyên (三元区), Sa Huyện (沙县区)
- Huyện: Minh Khê (明溪县), Thanh Lưu (清流县), Ninh Hóa (宁化县), Đại Điền (大田县), Vưu Khê (尤溪县), Tương Lạc (将乐县), Thái Ninh (泰宁县), Kiến Ninh (建宁县)
- Thành phố cấp huyện: Vĩnh An (永安市)